# Gilbert Rahm
Gilbert Rahm OSB (* 21. September 1885 in Bonn; † 14. April 1954, Abtei Newark, New Jersey, USA; gebürtig Franz Rahm) war ein deutscher Geistlicher und Zoologe.
Er war Benediktiner in der Abtei Maria Laach und erhielt bei seinem Eintritt in die Abtei am See im Jahre 1906 nach dem ersten Abt des Klosters Gilbert von Maria Laach den Namen Gilbert.
Rahm war einer der Begründer der 1923 gegründeten Internationalen Limnologenvereinigung und habilitierte sich 1925 in Freiburg mit seinem Beitrag zur Kenntnis der Moostierwelt der preussischen Rheinlande.
| Personendaten    | Personendaten                     |
| ---------------- | --------------------------------- |
| NAME             | Rahm, Gilbert                     |
| ALTERNATIVNAMEN  | Rahm, Franz                       |
| KURZBESCHREIBUNG | deutscher Geistlicher und Zoologe |
| GEBURTSDATUM     | 21. September 1885                |
| GEBURTSORT       | Bonn                              |
| STERBEDATUM      | 14. April 1954                    |
| STERBEORT        | Abtei Newark, New Jersey          |